# Абілєв Діхан
Діхан Абі́лєв (каз. Дихан-Баба Әбілев; нар. 26 грудня 1907, Мойілди — пом. 19 вересня 2003, Алмати) — казахський письменник, поет, перекладач.

## Біографія
Народився 1913 (26) грудня 1907 року на зимівнику Мойілди (нині Баянаульський район Павлодарської області Казахстану). Член ВКП(б) з 1936 року. 1937 року закінчив Казахський комуністичний інститут журналістики в Алмати.
Протягом 1938—1939 років працював секретарем, головою Спілки радянських письменників Казахстану; у 1939—1940 роках — редактор Казахського державного видавництва художньої літератури. Брав участь у німецько-радянській війні. З 1942 року був військовим кореспондентом у газеті «Натиск ворога», органі політуправління Першого Прибалтійського фронту. 1948 року закінчив аспірантуру при Академії наук Казахської РСР.
Помер 19 вересня 2003 року в Алмати, де і похований.

## Творчість
Перший вірш надрукував 1926 року. Серед творів:
- віршований роман «Алтай жүрегі»/«Серце Алтаю» (1953; про боротьбу молоді за нове життя, події періоду громадянської війни на Горному Алтаї, подвиги радянських воїнів на фронтах німецько-радянської війни);
- роман-трилогія «Ақын арманы»/«Мрія поета» (1975; про класика казахської літератури Султанмахмута Торайгирова);
- віршована повість «Дала батыры»/«Батир степів» (1981);

поеми
- «Шалкіма» (1938);
- «Отты толқындар»/«Вогненні хвилі» (1956; присвячена будівникам Дніпрогесу);
- «Саманта Смит»/«Саманта Сміт» (1985);
- «Мұстафа Бұркітбайұлы»/«Мустафа — син Буркітбая» (1986);

поетичні збірки
- «Енергія» (1937; про життя та боротьбу радянської молоді);
- «Толғаныс»/«Роздум» (1979);
- «Өлең мен дастан»/«Вірші і поеми» (1987).

Вірші військового періоду увійшли до книг «Від серця» (1945) та «Тулга» (1947).
Переклав казахською мовою окремі твори Тараса Шевченка («Огні горять, музика грає», «Лічу в неволі дні і ночі»), Максима Рильського, Павла Тичини, Миколи Бажана, твори Миколи Некрасова («Мороз, Красний ніс», «Кому на Русі жити добре»), а також російських радянських письменників і поетів.
1981 року вийшли у світ його мемуари «Ой-толғауы», в яких він ділиться спогадами про Сакена Сейфулліна, Мухтара Ауезова, Сабіта Муканова.
Твори поета видані російською, узбецькою, азербайджанською мовами. Вони входять до шкільної програми казахстанських шкіл.

## Відзнаки
- Народний письменник Казахської РСР з 1984 року.
- Нагороджений радянськими орденами Трудового Червоного Прапора, Вітчизняної війни I ступеня, Червоної Зірки, «Знак Пошани», а також казахським орденом «Парасат» (Указ Президента Республіки Казахстан № 998 від 12 грудня 2002 року; за заслуги перед державою, значний внесок у соціально-економічний і культурний розвиток країни[3]).